# Aproximación lineal

Línea tangente en (a, f(a))

En matemáticas, una aproximación lineal es una aproximación de una función cualquiera usando una transformación lineal. Por ejemplo, dada una función diferenciable f de una variable real, se puede expresar (generalizada en el Teorema de Taylor) de la siguiente manera:
{\displaystyle f(x)=f(a)+f\ '(a)(x-a)+o(x)}
donde {\displaystyle o(x)} es una función que representa el error usando la notación de Landau (Así, {\displaystyle o(x)/x} tiende a 0 cuando {\displaystyle x} tiende a {\displaystyle a}). La aproximación se obtiene al despreciar la suma de esta función error.
{\displaystyle f(x)\approx f(a)+f\ '(a)(x-a)}
Lo cual es cierto para los valores de x cercanos a a. La expresión derecha es la de la recta tangente a la gráfica de f en a. Por esta razón también se llama aproximación de la recta tangente

## Ejemplo
1.Para encontrar la aproximación lineal de {\displaystyle {\sqrt[{3}]{25}}} se hace lo siguiente:
1. Considérese la función {\displaystyle f(x)=x^{1/3}.\,}
2. Se tiene la derivada:
{\displaystyle f\ '(x)=1/3*x^{-2/3}.}
3. Según lo ya visto,
{\displaystyle f(25)\approx f(27)+f\ '(27)(25-27)=3-2/27.}
4. El resultado, 2.926, está razonablemente cerca del valor que puede dar una calculadora 2.924…